# Cymindis collaris
Cymindis collaris es una especie de coleóptero de la familia Carabidae. Fue descrito por Victor Motschulsky en 1844.

## Distribución geográfica
Habita en China, Japón, Mongolia, Corea del Norte, Corea del Sur y Rusia.